# Peter Kühn (Fotograf)
Peter Kühn (geboren 1940 in Dessau) ist ein deutscher Fotograf, der für seine Arbeiten in den Bereichen Landschafts-, Architektur-, Industrie- und Sachfotografie sowie Städteporträts und Dokumentationen bekannt ist. Er lebt und arbeitet in Dessau.

## Leben und Werk
Peter Kühn wurde 1940 in Dessau geboren. Seine fotografische Ausbildung absolvierte er im Porträtatelier Fritz Fischer in Dessau und legte seine praktische Facharbeiterprüfung im Atelier Karl Elze ab. Von 1959 bis 1984 war er als Industrie- und Werbefotograf im VEB Filmfabrik Agfa, ab 1964 im Filmwerk ORWO Wolfen, tätig. 1963 erwarb er den Meistertitel im Fotografenhandwerk. Von 1973 bis 1978 absolvierte er ein Fernstudium der Fotografie an der Hochschule für Grafik und Buchkunst Leipzig, das er als Diplom-Fotografiker abschloss. Ab 1984 arbeitete er freiberuflich und wurde Mitglied im Verband Bildender Künstler der DDR (VBK).
Kühns Fotografien wurden in zahlreichen Ausstellungen gezeigt, unter anderem "Peter Kühn: Fotografie, analog" in der Orangerie der Anhaltischen Gemäldegalerie Dessau (2020/2021), die Werke aus den späten 1950er bis frühen 2000er Jahren umfasste. Diese Ausstellung zeigte Motive aus den Themenbereichen Dessau-Wörlitzer Gartenreich, Architektur, Porträt und Akt, sowie Schwarz-Weiß-Aufnahmen aus den Serien Ahrenshoop, Dessau-Nord und Chochołów, ergänzt durch experimentelle Laborumsetzungen aus den 1960er und 1970er Jahren. Er nahm auch an der gemeinsamen Ausstellung „AltersKlasse - Peter Kühn & Thomas Ruttke – analog trifft digital“ teil, die unter anderem in Ibbenbüren und Dessau-Roßlau gezeigt wurde.
Kühns Arbeiten sind in verschiedenen Publikationen, darunter Bildbände über die Schlösser und Gärten um Wörlitz, den Spreewald, die Lutherstadt Wittenberg und das Land Sachsen-Anhalt, veröffentlicht worden. Er war auch Bildautor zahlreicher Kalender und Poster.
Etwa 2006 gab Kühn die Fotografie auf, da er nicht mehr auf Digitalkameras umsteigen wollte.

## Ausstellungen (Auswahl)
- 2020/2021: "Peter Kühn: Fotografie, analog", Orangerie der Anhaltischen Gemäldegalerie Dessau.[3][4]
- 2021: „AltersKlasse - Peter Kühn & Thomas Ruttke – analog trifft digital“, Kulturspeicher Dörenthe, Ibbenbüren und Dessau-Roßlau.[5][6]

## Publikationen
- Peter Kühn. Fotografie analog. (Katalog zur Ausstellung in der Orangerie der Anhaltischen Gemäldegalerie Dessau). Herausgegeben vom Anhaltischen Kunstverein Dessau e. V., Jonitzer Verlag, 2021. ISBN 978-3-945927-10-6.
- Die Wörlitzer Anlagen: 17 Farbaufnahmen. Henschel, Berlin 1990, ISBN 978-3-362-00481-7
- mit Thomas Gallien: Das Dessau-Wörlitzer Gartenreich: Ein Paradies für das Diesseits.  Hinstorff, 2006.
- mit Richard Christ: Halle an der Saale. Hinstorff, 2007.
- mit Reinhard Alex: Glasgemälde Gotisches Haus Wörlitz. Reichenbach (Vogtl.): Bild und Heimat 1983.
- mit Reinhard Alex: Schlösser und Gärten um Wörlitz. Seemann, Leipzig 1988. ISBN 978-3-363-00366-6